# Tucker Carlson
Tucker Swanson McNear Carlson (São Francisco, 16 de maio de 1969) é um apresentador de televisão, comentador e analista político conservador norte-americano, conhecido por ter apresentado o Tucker Carlson Tonight entre 2016 e 2023.
Carlson começou sua carreira no começo da década de 1990, escrevendo para o The Weekly Standard. Ele então passou para a televisão, conseguindo trabalhar como comentarista político na CNN de 2000 a 2005 e foi um dos apresentadores do bem-sucedido programa de debates Crossfire de 2001 a 2005. De 2005 a 2008, ele estreou o programa chamado Tucker na MSNBC. Em 2009, Tucker foi contratado como analista político na Fox News, até ser demitido em abril de 2023, fazendo aparições e comandando vários programas, como o Tucker Carlson Tonight que foi um dos programas mais assistidos da televisão a cabo nos Estados Unidos. Em 2010, Carlson co-fundou e serviu como o primeiro editor-chefe do website conservador opinativo de notícias chamado The Daily Caller, até deixar o site em 2020. Ele já escreveu dois livros, um de memórias chamado Politicians, Partisans, and Parasites (2003) e um político, intitulado Ship of Fools (2018).
Como um dos mais fervorosos defensores do ex-presidente Donald Trump, Carlson foi descrito pelo site Politico como "talvez o proponente de maior perfil do trumpismo e disposto a criticar Trump se ele se desviasse disso." É dito que ele influenciou diretamente em várias decisões de Estado e de política do governo Trump. Em 2020, Tucker Carlson Tonight se tornou o programa televisivo sobre política mais assistidos dos Estados Unidos, com Tucker se tornando um dos comentaristas conservadores americanos mais influentes do país. Seu programa, contudo, foi alvo de várias críticas e boicotes, após comentários dele a respeito de assuntos como raça, imigração e questões sobre gênero.
Um oponente do progressivismo, Carlson já foi descrito como nacionalista e paleoconservador. Inicialmente um defensor do libertarianismo, especialmente na área econômica, e apoiador de Ron Paul, Carlson viria a criticar esta ideologia como sendo "controlada pelos bancos" e se tornaria um adepto do protecionismo. Inicialmente ele apoiou a invasão do Iraque, mas posteriormente mudou sua posição para uma não-intervencionista em assuntos de relações exteriores. Carlson frequentemente defendeu o presidente da Rússia, Vladimir Putin. Em fevereiro de 2024, ele se tornou o primeiro jornalista ocidental a entrevistar Putin desde a invasão russa da Ucrânia em fevereiro de 2022.
Atualmente muitos o associam a extrema-direita nos Estados Unidos e como um defensor da supremacia branca. Embora ele negue estes rótulos, Tucker Carlson frequentemente convida ultraconservadores para os seus programas e afirmou várias vezes que a "cultura ocidental" era superior às outras e que diversidade cultural iria "destruir" os Estados Unidos.

## Biografia
Tucker Swanson McNear Carlson nasceu em São Francisco, Califórnia, filho mais velho de Richard Warner Carlson, um jornalista atuante em Los Angeles e embaixador dos EUA em Seychelles, que também foi presidente da Corporation for Public Broadcasting e diretor da Voice of America. Sua mãe é Lisa McNear Lombardi, e sua madrasta é Patricia Caroline Swanson, uma herdeira da milionária família Swanson que fez fortuna com a indústria de comida-congelada (filha de Gilbert Carl Swanson, neta de Carl A. Swanson e sobrinha do senador J. William Fulbright). Ele tem um irmão, Buckley Swanson Peck Carlson. Segundo o seu perfil descrito na revista People "Tucker e seu irmão mais novo Buckley cresceram em La Jolla, Califórnia, criados por seu pai e sua madrasta Patricia, depois que sua mãe se divorciou de seu pai e deixou o seu lar quando Tucker tinha 6 anos de idade." Enquanto viviam em La Jolla, na California, Tucker frequentou brevemente a La Jolla Country Day School antes de se mudar para a costa leste dos Estados Unidos.
Mais tarde, ele frequentou a St. George's School Newport, uma escola internato em Middletown, Rhode Island. Depois sua graduação no ensino médio, ele estudou na Trinity College em Hartford, Connecticut, e se graduou em 1992 com um B.A. em história.
Em 1991, ele se casou com Susan Carlson com quem teve quatro filhos, três meninas e um menino.

## Carreira
Carlson começou a sua carreira no jornalismo como um membro da equipe editorial Policy Review, um  jornal conservador nacional então publicado pela The Heritage Foundation, que foi em 2001 adquirida pela Hoover Institution. Mais tarde, trabalhou como repórter na Arkansas Democrat-Gazette um jornal de Little Rock, no Arkansas, e também na The Weekly Standard.
Trabalhou também na revista de notícias, em que Carlson era repórter de assuntos internacionais. Ele ainda atuou como colunista para as revistas New York e Reader's Digest. Escreveu para as revistas Esquire, The Weekly Standard, The New Republic, The New York Times Magazine, e The Daily Beast.
No início da década de 2000, Carlson foi contratado pela emissora de TV CNN, na época era um dos mais jovens ancoras da emissora. Na CNN, Carlson teve sua estreia em 2000 como co-apresentador do programa The Spin Room como contraponto do também apresentador Bill Press. Em 2001, foi designado para assumir como co-participante do programa Crossfire, em que representava nos debates por vezes acalorados posições conservadoras ou de direita. Durante aquele período, Carlson também apresentou um programa semanal na PBS, cujo nome foi Tucker Carlson: Unfiltered. Contudo, se desligou do veículo de notícias em fevereiro de 2005.
Em 2005, Carlson foi contratado pela MSNBC com um programa de início de noite chamado Tucker cuja estreia ocorreu em 13 de junho (originalmente intitulado de The Situation With Tucker Carlson). O show durou menos de três temporadas, quando então a emissora anunciou o seu cancelamento supostamente devido a baixas audiências, em 10 de março de 2008.
Em maio de 2009, foi anunciado que Carlson foi contratado como um contribuidor da Fox News. Desde então, ele frequentemente figurava como convidado em debates televisivos da emissora no programa noturno Red Eye w/ Greg Gutfeld, também fazia frequentes aparições no segmento de painel de convidados do programa Special Report with Bret Baier, além de substituto do apresentador da Fox News Sean Hannity no programa Hannity em suas ausências, e produziu o especial da Fox News intitulado "Fighting for Our Children's Minds".
Em março de 2013, foi anunciado que Carlson seria contratado como co-apresentador, com participação semanal, no programa Fox & Friends. No início de abril, Carlson, um contribuidor da Fox News e frequente convidado de programas da emissora, assumiria o posto integralmente como co-apresentador junto de Alisyn Camerota e de Clayton Morris nos sábados e domingos de manhã. Ele havia substituído o jornalista Dave Briggs, que deixou a emissora para se juntar a NBC Sports Network no final de 2013.
Em 14 de novembro de 2016, Carlson estreou o seu novo programa na Fox News, o Tucker Carlson Tonight, que tem ostentado desde então o posto de um dos programas mais assistidos no horário nos EUA. O programa foi inicialmente exibido às 19:00 (ET) até 9 de janeiro de 2017, quando então veio a substituir o programa de Megyn Kelly (extinto por conta da saída desta da emissora) e transferindo para o horário das 21:00 (ET). Apesar da mudança, o Tucker Carlson Tonight continuou ostentando o título de programa mais assistido no horário ao longo de 2017. Carlson também tomou o posto de Brit Hume, que apresentava o On the Record na emissora, no horário das 19:00 (ET), este que por sua vez substituía Greta Van Susteren que saiu da Fox News em setembro de 2016. A sua substituição no Fox & Friends Weekend ainda não foi anunciada desde sua saída. Em 19 de abril de 2017, foi anunciado que Tucker Carlson Tonight  assumiria definitivamente o horário nobre das 20:00 (ET) na Fox News, após o cancelamento de The O'Reilly Factor devido a saída de Bill O'Reilly da emissora por alegações contra ele ter praticado assédio sexual.

## Opiniões políticas
Em correspondência privada, ele se referiu a Trump como uma "força demoníaca" e escreveu: "Eu o odeio apaixonadamente".